# 塞耶 (密蘇里州)
塞耶（英語：Thayer）是位於美國密蘇里州俄勒岡縣的城市。

## 人口
根據2020年美國人口普查的數據，塞耶的面積為6.33平方千米，皆為陸地。當地共有人口1883人，而人口密度為每平方千米297人。